# Puccinellia subspicata
Puccinellia subspicata là một loài thực vật có hoa trong họ Hòa thảo. Loài này được (Krecz.) Krecz. ex Ovcz. & Czukav. miêu tả khoa học đầu tiên năm 1957.